# La forza del desiderio
La forza del desiderio (Força de um desejo) è una telenovela brasiliana prodotta da TV Globo andata in onda dal 10 maggio 1999 al 29 gennaio 2000.
In Italia viene trasmessa su Rete 4 a partire dal 2001 e in chiaro sulla Rai dal 2013.

## Trama
Nel lontano 1860, Ester, una ragazza di umili origini, esplorando la sua intelligenza e la sua ineguagliabile bellezza, diventa la proprietaria del bordello più lussuoso di Rio de Janeiro dove nobili e milionari vengono in cerca di momenti indimenticabili. Il destino della giovane cortigiana comincia a cambiare quando Ignacio lascia Villa de Sant'Anna, prospera città dell'interno, dirigendosi a Corte, amareggiato dal padre, il potente barone Henrique Sobral che, in nome di segreti del passato , maltrattata la madre Helena. Ester e Ignacio si incontrano e tra loro è subito passione folle. Nel vortice dei cambiamenti nel panorama politico ed economico dell’epoca – il declino dei signori degli zuccherifici e l’ascesa dei coltivatori - a ostacolare i due amanti ci si mettono non solo gli scherzi del destino ma anche i maneggi dei cattivi. A causa di una serie di confusioni, dopo la morte di Helena, Ester sposa il barone Henrique Sobral senza sapere che era lui il padre del suo grande e unico amore. D'altra parte, anche Sobral ignora tutto di Ester. Si crea dunque un triangolo amoroso tra Ignacio, Ester e il barone Henrique Sobral . L'intreccio fondamentale della telenovela dà origine ad altre storie, come la rivalità tra il barone Henrique Sobral e Higino Ventura, un povero ex venditore ambulante che, dopo molti anni di assenza, torna a Villa Sant'Anna, miliardario e volenteroso per distruggere il barone, l'uomo che in passato, sfruttando il potere del denaro, gli portò via Elena, l'unico amore della sua vita. Vediamo anche la guerra intima di Abelardo, la testardaggine nel voler essere uguale a Ignacio, suo fratello maggiore e la sua passione per la bella Alice che a sua volta si interessa a Ignacio. Anche altri eventi come rivalità, tradimenti, intrighi, l'angoscia degli schiavi e misteriosi omicidi danno movimento alla storia.

## Colonna sonora

### Sigla brasiliana
Al suono del valzer "Tema di Ana", composto da Tom Jobim poco prima di morire, e con arrangiamenti del maestro Jacques Morelenbaum, l'immagine della sigla brasiliana de "La Forza del desiderio" ha mostrato oggetti e scenari tipici del XIX secolo. Prima viene spezzata una catena e i suoi pezzi diventano perle, formando una preziosa collana. Curiosamente, durante il corso della visualizzazione del grafico, la sigla è stata ridotta da 60 a 35 secondi e i crediti sono stati visualizzati rapidamente. A quel tempo, divenne comune tra alcune delle telenovelas della Globo di avere una sigla più ampia solo nelle prime puntate, e poi una versione più breve della sigla. Questo è accaduto anche con le telenovelas Era uma vez... (1998), Torre di Babele (1998), Suave veneno (1999), Andando nas nuvens (1999), Terra nostra (1999) e Laços de família (2000).
La sigla italiana, il brano Dolce follia, è cantata da Marianna Cataldi.
Le musiche italiane della sigla e della colonna sonora sono del maestro Valeriano Chiaravalle e Michele Burgay, e i testi della sigla e delle romanze Amo amor e Potevamo esser felici (cantate sempre da Marianna Cataldi) sono di Mario Brusa, Edizioni musicali di RTI Music.

## Produzione

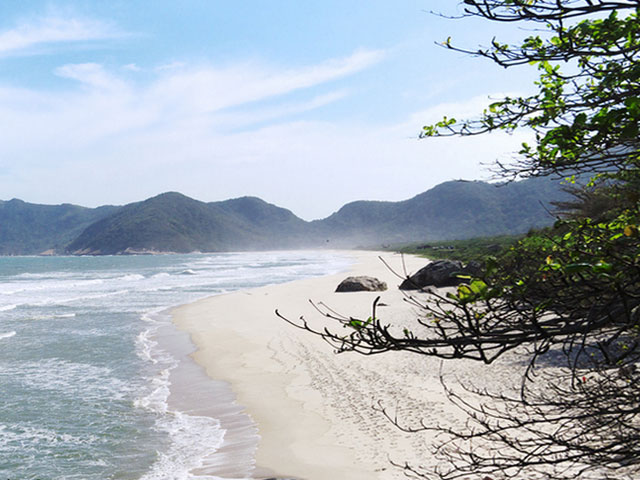
Spiaggia di Grumari, dove sono state girate alcune scene.

La trama originale fu scritta da Alcides Nogueira nel 1988, con il titolo di Amor perfeito, e fu quasi trasmessa su Rede Globo come telenovela delle sei. Il progetto finì cancellato e solo dieci anni più tardi Gilberto Braga ricevette dalla Globo la missione di svilupparlo insieme a Nogueira. Ispirata a tre romanzi di Alfredo d'Escragnolle Taunay - A Retirada da Laguna, Inocência e A Mocidade de Trajano - e anche ambientata nella seconda metà del XIX secolo, la trama ebbe anche come cornice fatti importanti della storia del Brasile, come la Guerra del Paraguay e il movimento abolizionista.
La sequenza dell'opera che fu trasmessa nella prima puntata – il terzo atto delle Nozze di Figaro, di Mozart – fu composta nel Teatro Municipale di Niterói, con la partecipazione di 100 figuranti. La Forza del desiderio ebbe anche scene girate nella spiaggia di Grumari, nell'Alto da Boa Vista e nel Forte São João, nell'Urca, tutti punti turistici di Rio de Janeiro. Venne realizzato un workshop di due settimane con gli attori della telenovela, includendo quattro corsi tenuti da professori universitari, che avevano come temi il Brasile Imperiale, la vita quotidiana delle fazendas di caffè e zucchero, e il Romanticismo. Alcuni attori persero parte a lezioni di scherma, equitazione, calligrafia e linguaggio del corpo e dizione per adattarsi al linguaggio e ai costumi dell'epoca.
L'aspetto fisico e abbigliamento dei personaggi era affidata a Marlene Moura. Includeva spesse basette e baffi così come camicie e colletti inamidati, nel caso degli uomini, e appliques alla vita, abiti pesanti e trucco in tonalità pastello per le donne. Alcuni attori ed attrici incrementarono la lunghezza dei capelli con extension, come Dira Paes, Daniel Dantas, Chico Díaz e Malu Mader, che usava anche le ciglia posticce. José de Abreu aveva la testa parzialmente rasata per facilitare l'applicazione di una parrucca ed una pancia finta per dare vita al portoghese Pereira.
Le caratteristiche dei personaggi nobili erano ispirate a quelle di film come Il Gattopardo di Luchino Visconti, classico del cinema italiano della stessa epoca della telenovela, e Barry Lyndon, (1975), di Stanley Kubrick, che servì come modello per trattare il tema del Romanticismo nella telenovela. Il classico di Greta Garbo Margherita Gauthier, di George Cukor, e Il cavaliere della valle solitaria di George Stevens, sono serviti come riferimento per la scenografa Denise Carvalho, la cui squadra ha ricostruito fedelmente gli interni delle abitazioni e luoghi di lavoro.
Per dare agli abiti la bellezza necessaria, è stato speso molto: circa mezzo milione di reais per realizzare 2.500 pezzi. L'abito da sposa indossato da Lavinia Vlasak nella puntata del matrimonio del suo personaggio, Alice, progettato dal costumista Otacílio Coutinho, si ispira al costume che Claudia Cardinale usava in "Il Gattopardo". Con un tulle ricoperto di perline e glitter e pieghe che valorizzano la scollatura, se fosse venduto nei negozi, questo vestito non lascerebbe meno di 350.000 reais, secondo il costumista; ancora secondo questo, ciò che rende i vestiti più costosi sono i ricami, tutti fatti a mano.
I costumi, sotto la responsabilità di Beth Filipecki, consumavano 3.000 metri di tessuti diversi, come il lino, il taffetà di pura seta e gli adamascados inglesi e le fibre naturali, usati nei costumi degli schiavi. Il guardaroba di Ester è stato ispirato dagli abiti di Elisabetta di Baviera, nota come Sissi, imperatrice d'Austria , che era una donna con profondo senso di libertà e modernità. Secondo la costumista Beth Filipecki, nel 1860 l'imperatrice aveva già attrezzature per la palestra a casa.
Diversi costumi del romanzo furono in seguito riutilizzati per la miniserie Os Maias, nel 2001.

## Personaggi

### Nucleo della fazenda Oro Verde
Ester Ramos Delamare de Sampaio Sobral (Malu Mader) - Bellissima, simpatica, intelligente, brillante, a volte cinica. Proprietaria di un locale in cui ospita gli uomini più potenti e le cortigiane più affascinanti di Rio de Janeiro. In un mondo che sa dominato dagli uomini, nata povera, ha provato la prima scalata verso il successo in vari modi. Senza successo, decide allora di usare la propria bellezza come cocotte e senza provare alcun rimorso per l'esercizio di tale attività che le offre una vita agiata.
Ignazio Silveira Sobral (Fábio Assunção) - figlio maggiore di Sobral e Helena. Entra in conflitto con il padre a causa del modo in cui questi tratta la moglie. La lite lo porta ad andare via da casa e per studiare a Rio de Janeiro, dove conosce Ester. Innamorato di Ester decide di sposarla ma i due si perdono di vista e Ignazio non riesce più a trovarla. Il destino ha voluto separare la coppia. Ester si sposa con Enrico senza sapere che egli è il padre del grande amore della sua vita.
Barone Enrico de Sampaio Sobral (Reginaldo Faria) - Il barone, proprietario della fazenda Oro Verde, versa in difficoltà finanziarie. Ha tendenze liberali che non corrispondono alla forma quasi medievale con cui tratta la moglie Helena. La coppia ha due figli: Ignazio e Abelardo. Tempo dopo muore Helena, Sobral decide di trovarsi una nuova moglie, conosce Ester e la sposa, senza sapere che lei era il grande amore di Ignazio.
Aberlardo Silveira Sobral (Selton Mello) - figlio minore di Sobral e Helena. Bondoso, buon carattere, è atletico, ama la madre, il fratello e il padre. La sua più grande passione è l'equitazione, infatti possiede un cavallo nero, Corisco a cui è molto legato. Scopre di essere in realtà figlio di Filippo Ventura e vede così infrangersi il suo sogno d'amore con la figlia Alice con cui però concepirà Ottavio. Alla fine, scoperte le macchinazioni della "sorella", capisce di essere veramente innamorato di Juliana.
Idalina Menezes de Albuquerque Silveira (Nathália Timberg) - Madre di Elena, moglie di Leopoldo. La sua famiglia è stata la più potente nella regione in cui è ambientata la telenovela. Signora di ingegno, ha venduto la terra della sua famiglia ad Enrico Sobral quando vi fu un periodo in cui l'economia favorì il commercio di caffè. Più tardi, a causa di problemi finanziari ha consigliato a Sobral di vendere una parte dei terreni a Ventura. Senza scrupoli e molto nascosta, il suo sogno è quello di vedere uno dei nipoti sposarsi con la figlia di Filippo, in modo che il matrimonio riporti indietro il patrimonio originario della sua famiglia. Inoltre riuscirà per ben due volte a separare momentaneamente Ester e Ignazio. È estremamente astuta e ricorre ad ogni sotterfugio, incluso il tradimento dei familiari, per raggiungere i propri obiettivi. A dispetto della sua natura meschina, vuole realmente bene a suo nipote Ignazio, ed è convinta che ogni sua azione, anche la più riprovevole, è compiuta per il suo bene.
Leolpoldo Silveira (Claudio Correa e Castro) - marito di Idalina, padre di Helena. Raffinato, amichevole, una bella figura. Sopporta le umiliazioni e i maltrattamenti della moglie, perché questa ha le prove della sua bigamia.
Ottavio Ventura Sobral (Luca Bonel) - il bambino di Alice e Abelardo.
Rosália (Chica Xavier) - Schiava della fazenda di Sobral, dove riveste una posizione importante. Brava persona, si occupa della cucina ed è la mano destra di Helena nella organizzazione della casa. È maltrattata da Idalina.
Clemente (Chico Díaz) - Il sorvegliante della fazenda Oro Verde. Si vende spesso a Ventura per pochi soldi. Idolatra i datori di lavoro e maltratta gli schiavi. Ha un debole per Zulmira.
Luzia (Isabel Fillardis) – Schiava di bell'aspetto, libertina, ingenua ma al contempo furba. Nemica di Zulmira.
Jesus (Sergio Menezes) - Schiavo estremamente dignitoso, bello, di buon carattere, coraggioso. Cocchiero e cameriere di Ester, che impara a fidarsi di lui. Va a vivere alla fazenda e si innamora di Zulmira. Diventa giornalista.
Zulmira (Ana Carbatti) – Persona buona, schiava, madama di compagnia della Baronessa Helena e poi di Ester. Il marito viene ucciso nel primo episodio. Ha due figli, Marta e Dario. Maltrattata da Clemente, si innamora di Jesus.
Cristóvão (Alexandre Moreno) - Schiavo della fazenda di Sobral. Valente, forte, sensibile, di buon carattere, molto affezionato a Abelardo, Zulmira e Rosália.
Marta (Élida Muniz) – Brava bambina, amichevole e intelligente. Schiava, figlia di Zulmira.
Dário (Samuel Melo) - Bambino fragile e affascinante. Schiavo, figlio di Zulmira, fratello di Marta.
Quirino (Cosme dos Santos) – Cocchiere della famiglia di Oro Verde.

### Nucleo Fazenda Morro Alto
Filippo Ventura (Paulo Betti) - Rivale del Barone, senza scrupoli, farebbe tutto per ottenere ciò che vuole. Nato povero, faceva l'ambulante, ha perso la donna che amava Sobral. Diventa ricco, grazie al commercio illegale di schiavi, per cercare di vendicarsi il nemico. I suoi obiettivi sono: Comprare Oro Verde e ottenere il titolo di Barone. Sposato con Barbara, padre di Alice.
Barbara da Conceição Ventura (Denise Del Vecchio) – Moglie di Filippo, completamente sottomessa al marito, che ama molto. Madre di Alice, di cui cerca di esaudire tutti i suoi desideri.
Alice Maria Vitória da Conceição Ventura (Lavínia Vlasak) - Figlia di Ventura e Barbara. Bella, all'apparenza brava ragazza, in realtà è molto meschina e priva di coscienza. Innamorata di Ignazio fin da quando lo vide per la prima volta, alleata di Idalina.
Vittorio (Antonio Grassi) - Uomo rude, crudele, poco istruito, amministratore della fattoria Morro Alto.
Waldir (Vinicius Marques) - Bello, mascolino, al servizio di Vittorio. Un po' ostile agli altri.
Diva (Delma Silva) – Schiava dama di compagnia di Barbara.
Zelito (Nill Marcondes) - Schiavo della fazenda di Ventura. Ha una relazione con Luzia. Spesso tradisce il proprio padrone per aiutare Olivia.

### Nucleo Famiglia Xavier
Mariano Xavier (Marcelo Serrado) - Figlio di Saverio, medico e seducente uomo. Ritorna dall'Europa con l'intento di esercitare la professione in una grande città o nella regione in cui è nato. Innamorato di Olívia, vivono insieme un burrascoso amore.
Olívia / Ana Tambellini (Claudia Abreu) - Bella, affascinante, simpatica. È amica di Ester. Innamorata di Mariano, ma non ha il coraggio di sposarsi perché nasconde un segreto, è una schiava bianca. Anche Filippo si innamora di lei, non ricambiato. Inizialmente compare nella serie come una truffatrice, infatti è molto astuta e abile nel raggirare le persone, tuttavia è di animo buono ed il suo arrivo a Sant'Anna darà uno scossone a diversi personaggi. Olivia, venendo da fuori, inquadrerà in fretta determinate dinamiche che sfuggono ai personaggi positivi e li aiuterà a risolvere diversi problemi inoltre, quando le sarà possibile, contrasterà le trame di Idalina, Filippo ed Alice. L'aiuto dato ai personaggi positivi non resterà inosservato e, quando avrà bisogno di aiuto a sua volta, i suoi amici faranno di tutto per ricambiare.
Bartolomeo Xavier (Daniel Dantas) - Proprietario e redattore capo del modesto quotidiano Gazeta de Sant'Anna. Liberale e contrario alla schiavitù e ad ogni forma di ingiustizia, è molto amico del Barone Sobral. Vive una grande rivalità con Gigliola, dalla quale in realtà si sente molto attratto. Nipote del dott. Xavier, vive con la sua famiglia.
Juliana Xavier (Julia Feldens) - Nipote di Xavier, i suoi genitori sono morti. Bella, molto timida, innamorata di Abelardo.
Dottor Xavier (Nelson Dantas) - Medico della regione, benaccetto da tutti. Contento per il ritorno del figlio Mariano, che migliora lo studio di medicina con le innovazioni Europee. Vedovo, nonno di Juliana. Prima vittima di alcuni misteriosi omicidi che il romanzo narrerà.
Fabíola Xavier (Rosita Thomaz Lopes) - Sorella di Xavier. Mora con i suoi fratelli e nipoti Mariano, Bartolomeo e Juliana. Amorevole con tutti.

### Famiglia Cantuária
Consigliere Felício Cantuária (José Lewgoy) – Possiede la società della principale banca di Sant'Anna, nonno di Traiano.
Traiano Cantuária (André Barros) – Nipote di uno dei banchieri più illustri di Sant'Anna. Lavora in banca con suo nonno. Come Mariano, è uno dei migliori amici di Ignazio, Abelardo e Eugênio. Si innamorerà di Juliana.

### Locanda
Gigliola Pereira da Silva (Louise Cardoso) – Migliore amica di Ester, aiuta a tener conto della sala. Alcolizzata, intelligente, cinica, esperta, pragmatica, ma non è affatto male. Tenterà portare alla Villa di Sant'Anna abitudini di un'Europa che pretende di conoscere molto bene, anche se non vi ha mai messo piede. Antagonista del giornalista Bartolomeo per il quale, in realtà, sente attrazione.
Paolina (Dira Paes) - Bella donna, sensuale, rustica, senza istruzione. Lavora alla locanda di Sant'Anna. Inizialmente, è l'amante del barone Enrico Sobral. In principio odierà Ester, ma quando Sobral la lascia, diventa simpatizzante per Ester.
Reinaldo (Ranieri Gonzalez) – Barista della locanda. Istruito, buon compagno di Paolina.

### Altri
Clarissa (Mrs. Victorette) - Bonita, Magra, ha lavorato nel salone di Ester, che ha continuato amico. All'inizio diventa amante di Filippo Ventura, ma più tardi si mette con Eugênio, amico di Ignazio, che ha grande ammirazione.
Eugênio (Murilo Rosa) - studente, amico di Ignazio.
Violetta (Giovanna Antonelli) - Carina, vivace, attraente, lavora nel salone di Ester. Amante di Eugênio.
Rodrigo (Angelo Paes Leme) - Figlio di uno dei membri della associazione commerciale, è interessato ad Alice.
Ângela (Mariana Ximenes) - Innamorata di Traiano, amica di Juliana e Clarissa, diventa l'amante di Eugênio tradendo la sua migliore amica.
Commendatore Queiroz (Carlos Eduardo Dolabella) Molto simpatico, un uomo di grande influenza sulla Corte, è utile aggancio per Ester.
Laura (Eliana Guttman) - Vera madre di Alice. Alla nascita di una bambina morente, Barbara disperata perché sapeva di non potere avere altri bambini e, per paura di essere abbandonata da Filippo, si prendono cura di Alice. Il segreto sarebbe stato mantenuto per sempre se Alice, già cresciuta, non avesse scoperto tutto e per aiutare economicamente la madre biologica.
Anita (Neuza Amaral) - Direttore della Santa Casa de Misericordia, ha cercato di sapere da Juliana i veri fatti sulla nascita di Alice.
Rosanna (Yaçanã Martins) - Ha lavorato per 25 anni presso la clinica dove è nata Alice. Dopo il conteggio segreto per quanto riguarda la nascita della bambina Juliana, per la quale è licenziata non ha nessun posto dove andare, ricorda il caso di Juliana.
Clara Toledo de Mendonça (Helena Fernandes) - Bella e ricca, tuttavia parziale e crudele, si nasconde nella chiesa a distillare il suo veleno e i suoi pregiudizi. Usava anche la fede per giustificare le sue malefatte. Molto amica di Idalina, ha cercato di ostacolare l'impegno di Abelardo e Juliana e si è scontrata con Ester in città. È inoltre interessata a Bartolomeo.
Ispettore Bustamanti (Clemente Viscaino) - Ispettore di polizia di Guaporé (la vicina città di Sant'Anna).
Nereu (Flávio Galvão) - Amico del barone, ricco agricoltore. Con un modo di pensare all'antica, ha difeso il protrarsi della schiavitù e ha creduto che, senza gli schiavi, l'Impero non sopravviva.
Padre Olinto (Abrahão Farc) - Il parroco del paese, sta cercando di avere buone relazioni con tutti gli abitanti di Sant'Anna e vicinanze.
Isidoro (Anthony Fragoso) - Dipendente della banca di Felício, un amico di Traiano.
Florinda (Gloria Portela) - Bella e sensuale, è senza scrupoli. Ha cercato di fare una rapina ai danni di Pereira.
Gaspar (Luiz Magnelli) - Barbiere di Villa de Sant'Anna. Reazionario, critica dei ricchi, e fa sempre pettegolezzi, ha la lingua tagliente come le sue forbici.
Manoel (Helder Agostini) - Falso figlio di Olívia, nel corso di una scena per vincere una partita a poker che si tiene nel salone.
Padre Oswaldo (Jayme Periard) – È stato sostituito da Padre Olinto dopo la sua morte. Molto più flessibile del suo predecessore, a volte anche avuto un'aura di ingenuità.
Pedro (Kadu Karneiro) - Marito di Zulmira e padre DI Marta e Dário. Muore nel primo capitolo.
Ivete (Luciana Azevedo) – Commessa del negozio di Pereira, più tardi, di Olívia. Discreta e simpatica.
Ubaldo (Marcelo Várzea) - Funzionario del giornale di Bartolomeo. Discreto e fedele al suo capo.
Pastore (Paulo Reis) - Trafficante di schiavi a noleggio. Accetta da Ventura di partecipare a una trappola per Sobral.
Mercante di schiavi - Xando Grace

### Apparizioni speciali
Sônia Braga come Baronessa Helena Menezes de Albuquerque Silveira Sobral - Moglie di Sobral, il marito l'ha trattata con freddezza. Buona e amata da tutti. Nasconde un segreto del passato. Pazza di Ignazio e Abelardo, la Baronessa è fragile di salute e muore intorno al capitolo 15.
Marco Ricca come Conte Pedro Afonso Andrade de Aguiar - Nobile di origine europea, ma in fallimento, Pedro Afonso accetta la richiesta di aiuto da Ester e Ignazio per scagionarli dall'accusa aver ucciso il barone.
Victor Fasano come Nicolas Prado - Bello, seducente, ma in fallimento, è chiamato a Sant'Anna da Barbara per cercare di sedurre Alice e sposarla.
Lago di Giovanni come Dottor Theodoro - Medico con il diritto alla pratica revocata e col vizio del gioco, Teodoro è stato molto amico di Sobral che, per timore di perdere Ester, gli chiede di aiutarlo a convincere la sua famiglia che è gravemente malato.
Jose de Abreu come Pereira - Portoghese, si è recato in Brasile, è pazzo e cerca denaro per tornare in Portogallo. Proprietario dell'emporio che viene acquistato prima da Idalina e poi da Olívia.
Otávio Augusto come Dottor Torquato Navarro - Avvocato assunto dalla famiglia Ignazio Sobral per difendere l'accusa di aver ucciso il barone. Interferisce anche nell'accusa di bigamia che solleva Idalina contro Leopoldo.
Carlos Gregório come Barcelos - Prima ricco uomo che si innamora di Florinda e, infine, va in rovina e muore.
Jose Augusto Branco come Ernesto - Proprietario di una confetteria presso la Corte e padre di un ragazzo innamorato di lei desidera sposare Clarissa che però respinge completamente la richiesta di matrimonio.
Luiz Guilherme come Carrazedo – Uomo ricco che potrebbe contribuire a rinnovare il contratto di locazione della sala di Esther (apparso in una sola scena).
Otávio Muller come Ferdinando – Si occupa di cassette di sicurezza, simpatico.
Stepan Nercessian come Ernani - Amico di Ester e Morgan, modifica il certificato di matrimonio di Ester, su richiesta di Idalina e Alice.
Thereza Piffer come Dora Tambellini - Sorellastra e proprietaria di Olívia. Invidiosa di Olivia le impone una terribile tortura fino a quando lei fugge e Dora inizia a cercarla.
Othon Bastos come Procuratore nel processo di Ester.
Guil Silveira come Cavaliere di Monóculo, scagnozzo di Filippo Ventura, acquista tutte le proprietà del Barone per conto di Filippo Ventura.

## Distribuzione
- Brasile
- Portogallo
- Stati Uniti
- Paraguay
- Polonia
- Slovenia
- Cile
- Israele
- Ecuador
- Argentina
- Spagna
- Canada
- Uruguay
- Messico
- Costa Rica
- Bolivia
- Italia
- Svizzera (Canton Ticino)
- Ex Jugoslavia
- Nicaragua
- Russia
- Venezuela
- Angola
- Cuba
- Perù
- Grecia
- Serbia
- Capo Verde
- Mozambico
- Arabia Saudita

## Cast
- Malu Mader: Ester Delamare de Sampaio
- Fábio Assunção: Ignazio Silveira Sobral
- Reginaldo Faria: Barone Enrico Sobral
- Paulo Betti: Filippo Ventura
- Nathália Timberg: Donna Idalina Silveira
- Lavínia Vlasak: Alice Ventura
- Cláudia Abreu: Olívia
- Marcelo Serrado: Dr. Mariano Xavier
- Selton Mello: Abelardo Silveira Sobral
- Isabel Fillardis: Luzia
- Denise Del Vecchio: Donna Bárbara Ventura
- Cláudio Corrêa e Castro: Leopoldo
- Louise Cardoso: Gigliola Pereira da Silva
- Júlia Feldens: Giuliana Xavier
- Ana Carbatti: Zulmira
- Nelson Dantas: Dr. Xavier
- André Barros: Traiano
- Daniel Dantas: Bartolomeo
- José Lewgoy: Consigliere Felício Cantuária
- Antônio Grassi: Vittorio
- Alexandre Moreno: Cristóbal
- Chica Xavier: Rosália
- Rosita Thomaz Lopes: Fabíola
- Chico Díaz: Clemente
- Helena Fernandes: Clara
- Marco Ricca: Conte Pedro Afonso
- Otávio Augusto: Dr. Eurico Navarro
- Nill Marcondes: Zelito
- Élida Muniz: Marta
- Ranieri Gonzalez: Reinaldo
- Jayme Periard: Padre Osvaldo

### Partecipazioni
- Sônia Braga: Baronessa Helena Silveira Sobral
- Mario Lago: Teodoro
- Carlos Eduardo Dolabella: Commendatore Queiroz
- José de Abreu: Pereira
- Victor Fasano: Nicolau
- Mariana Ximenes: Ângela

### Partecipazioni speciali
- Giovanna Antonelli: Violeta